# 2011년~2012년 사우디아라비아 시위

2011~2012년 사우디아라비아 시위는 아랍의 봄에서 영향을 받은 시위로서 대표적으로는 튀니지 혁명의 영향을 많이 받았다. 주요 기획자 중 페이스북 사용자들은 "격노의 날"을 3월 11일에 열기로 계획했으며 3월 2일에 내무부 장관을 살해했다는 혐의를 받았다. 페이스북 그룹으로는 26,000명 정도가 이를 논의했다.
노동 쟁의를 주제로 4월 정부 청사 건물 앞에서 소규모의 시위가 일어났으며 수도 리야드, 타부크, 타이프 등에서 일어났다. 시위는 시아파가 주도했으며 카티프와 동부 소규모 도시에서도 시위가 산발적으로 일어났다. 알아와미야, 호푸프 등지에서는 4, 5월에 일어났다. 수감자 석방과 연합방위군의 바레인 철수, 주요 부처의 발언권 균등화, 정치 개혁 등이 요구됐다.
여성들은 페이스북에서 "발라디"라 불리는 여성 참정권 운동을 전개했으며 유권자로서의 권리를 요구해 4월 제다와 리야드, 담맘에서는 행정관들의 거부에도 불구하고 2011년 지방선거 참여를 위해 선거 인단 등록을 하기도 했다. 5월과 6월 마날 알 샤리프와 다른 여성들은 운전할 권리를 주장하며 6월 17일 대규모 시위를 벌였다. 알 샤리프는 5월 운전을 했다가 5월 22일 억류되었고 23일에서 30일 동안 갇혀 있었다. 다른 여성들도 운전을 했다 잡혀 풀려나기도 했다.

## 배경
사우디아라비아 정치는 절대왕정의 형태로 이뤄지며 사우디아라비아 국왕이 국가원수이자 정부의 수장으로서 상위 왕자들이 협의회를 거쳐 대다수의 결정을 내린다. 국왕과 함께 primus inter pares라는 이름으로 활동하며 최고 중재자의 직함을 갖고 있다. 1992년 헌법은 사우디아라비아가 국왕의 남자 자손들에 의해 통치되며 쿠란(꾸란)이 헌법과도 같아 이슬람 율법 샤리아를 토대로 통치된다.
신원불명의 65세 남성이 1월 21일 지잔의 삼타에서 분신자살해 숨졌으며 이는 처음으로 보고된 분신자살이다.

## 국제적 반응
추방당한 물리학자이자 반체제인사인 모함마드 알 마사리는 3월 3일 카티프 여성시위 당시 경찰력의 공격에 대해 "여성을 공격하면서 어리석은 실수를 범하고 있으며 그들은 시아파 여성들이란 다른 나라들의 여성처럼 보호받을 권리와 존엄성이 있다고 생각하지 않기 때문에 그런 짓을 하고 있다. 그리고 이슬람 국가, 사우디와 같은 곳에서 여성을 공격하는 것은 매우 심각하며 부정적이고 파멱적이기까지 해 심각한 억압이다.
1월 21일 리비아 봉기에 의해 유가가 상승하기 시작했으며 3월 11일 격노의 날이 사우디아라비아에서 일어나면서 투기 현상이 일어났다. 사우디 타다울 주가지수는 7달 연속 불안정한 정치 상황을 빌미로 하향조정됐다.
2011년 2월 27일, 세계 주요 주가지수가 유가 상승과 은 가격의 최고 가격 경신으로 인해 급락했으며 이 요인에는 사우디아라비아를 비롯한 중동 국가들의 정치적 안정 상황이 부재한 것에 따른 것이기도 했다. 사우디아라비아 주가 지수 또한 이러한 이유로 하락했다.

## 같이 보기
- 자유지수